# Epicrates crassus
Espèce
Synonymes
- Epicrates cenchria crassus Cope, 1862
- Epicrates cenchria polylepis Amaral, 1935

Statut CITES
Epicrates crassus est une espèce de serpents de la famille des Boidae.

## Répartition
Cette espèce se rencontre en Argentine, au Paraguay, en Bolivie et au Brésil.

## Publications originales
- Amaral, 1935 : Collecta herpetologica no centro do Brasil. Memorias do Instituto de Butantan, vol. 9, p. 235-246.
- Cope, 1862 : Catalogues of the Reptiles Obtained during the Explorations of the Parana, Paraguay, Vermejo and Uraguay Rivers, by Capt. Thos. J. Page, U. S. N.; And of Those Procured by Lieut. N. Michler, U. S. Top. Eng., Commander of the Expedition Conducting the Survey of the Atrato River. Proceedings of the Academy of Natural Sciences of Philadelphia, vol. 14, p. 346-359 & 594 (texte intégral).